# Buddy Tate

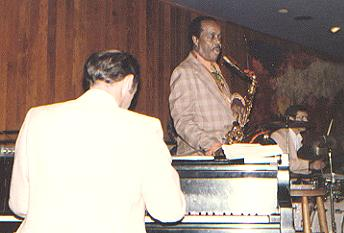
Buddy Tate mit Pianist Bubba Kolb in der Village Jazz Lounge in der Walt Disney World

George Holmes „Buddy“ Tate (* 22. Februar 1915 in Blue Creek Community bei Sherman (Texas); † 10. Februar 2001 in Chandler (Arizona)) war ein US-amerikanischer Jazz-Tenorsaxophonist und Klarinettist des Swing. Er spielte mit Count Basie, Roy Eldridge und Buck Clayton.

## Leben und Wirken
Buddy Tate begann seine Karriere nach lokalen Auftritten als Altsaxophonist bei Troy Floyd und Terrence Holder, arbeitete 1933/34 für Andy Kirk und in Kansas City kurz bei Basie. 1939 wurde er endgültig Mitglied von Count Basies Band und blieb bis 1949 in dessen Orchester. Basie nahm ihn nach dem plötzlichen Tod von Herschel Evans auf. Nach der Zeit bei Basie arbeitete er in verschiedenen Formationen, so bei Lucky Millinder, Hot Lips Page und Jimmy Rushing, bis er 1950 in Harlem mit eigenen Bands auf sich aufmerksam machte. In dieser Zeit wirkte er auch an Aufnahmen von Coleman Hawkins, Eddie Lockjaw Davis, Buck Clayton, Vic Dickenson und Roy Eldridge mit und besuchte mehrmals Europa, 1959 mit Buck Clayton und 1962 und 1969 mit eigener Band, zu der u. a. Skip Hall gehörte. Mit einer eigenen Big Band trat er beim Newport Jazz Festival auf und spielte im Savoy Ballroom und schließlich regelmäßig im Celebrity Club (bis 1974). In den 1970er Jahren leitete er eine Band zusammen mit Paul Quinichette und arbeitete in den späten 1970er mit Benny Goodman. Fast alljährlich gastierte er in den achtziger Jahren in Europa auf Festivals, so mit Torsten Zwingenberger, mit dem er 1983 ein Album aufnahm sowie mit Basie-Alumni-Formationen. In dieser Zeit spielte er auch mit Scott Hamilton (Tour de Force, Tokio 1981) und Budd Johnson (Kool Festival 1984).
1981 erkrankte er schwer, musste seine Aktivitäten reduzieren und zog sich schließlich in den 1990er Jahren von der Jazzszene zurück, spielte aber gelegentlich mit Lionel Hampton und anderen Musikern. 1992 war er an der Documentation Texas Tenor: The Illinois Jacquet Story beteiligt. Bis kurz vor seinem Tode im Jahr 2001 lebte Tate in New York, zog dann nach Arizona, um sich um seine Tochter zu kümmern. Kurz danach starb er im Alter von 87 Jahren.
Tates kraftvolle Spielweise repräsentiert die kraftvolle Schule von Coleman Hawkins (im Gegensatz zu Lester Young) und zeigt Einflüsse des Spiels von Herschel Evans. Er gilt als typischer Texas-Tenorist mit starken Blues-Wurzeln, melodischer Direktheit und großem, warmem Ton. Seine Soli über „Rock-A-Bye Basie“ (1939) und „Super Chief“ (1940) sind Jazzgeschichte.

## Auswahldiskographie
- 1970 – Unbroken (MPS) mit George Reed
- 1972 – Broadway (Black & Blue)
- 1974 – Swinging Scorpio (Black Lion)
- 1975 – Jive At Five (Storyville)
- 1981 – The Ballad Artistry of Buddy Tate (Sackville)
- 1984 – Buddy Tate, Al Grey: Just Jazz (Uptown)